# Friedrich Knebel
Friedrich Knebel (* in Wesel; † 27. November 1574 in Lübeck) war Ratsherr der Hansestadt Lübeck und Admiral der Lübecker Flotte im Dreikronenkrieg.

## Biografie

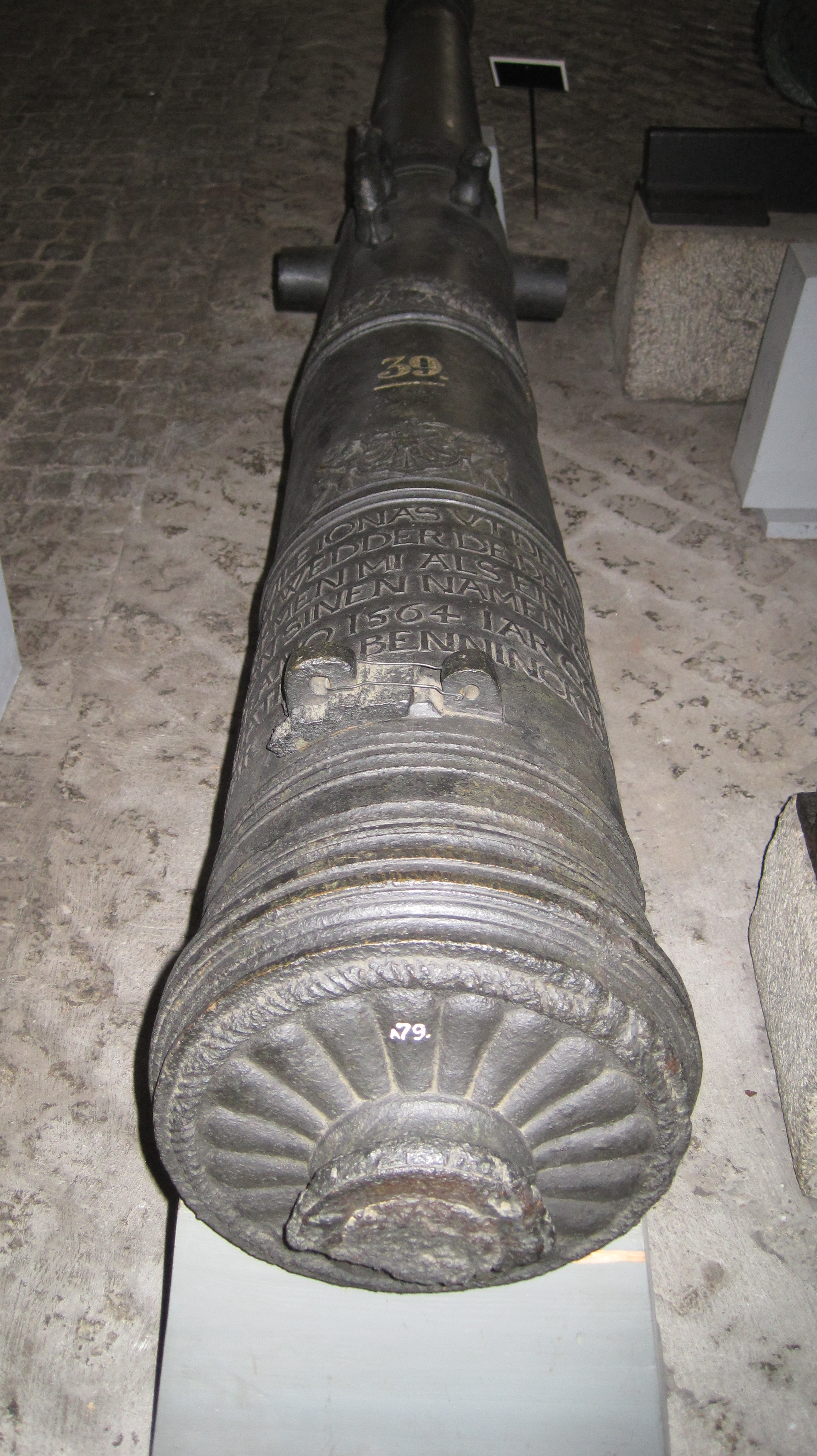
Kanone des gesunkenen Flaggschiffs Engel im Königlich Dänischen Zeughausmuseum

Friedrich Knebel wurde 1559 in den Rat der Stadt Lübeck gewählt. Im Jahr 1563 nahm er an der Zusammenkunft in Segeberg teil, auf der das Bündnis mit dem dänischen König Friedrich II. gegen Schweden beschlossen wurde. Er war in den Kriegsjahren 1564 und 1565 kommandierender Admiral der zu Beginn des Krieges aus sechs Orlogschiffen bestehenden und um etliche Hilfsschiffe ergänzten Lübecker Flotte, die, vereint mit der dänischen Flotte unter dem Admiral Herluf Trolle, in der Ostsee in zahlreichen Seeschlachten und -gefechten gegen die Schweden kämpfte. Sein Unteradmiral war der Ratsherr Johann Kampferbeck. Mit seinem 1563 von Stapel gelassenen Flaggschiff Der Engel nahm Knebel am 31. Mai 1564 in der Ersten Seeschlacht vor Gotland das schwedische Flaggschiff Makeloes. Der schwedische Admiral Jakob Bagge und sein Stellvertreter Arved Trolle wurden gefangen genommen. Diese Seeschlacht machte Knebel in Lübeck zum Seehelden und förderte die Bewilligung weiterer Finanzmittel zum Bau neuer Kriegsschiffe wie des neuen Admiralschiffs Morian und des Adler von Lübeck durch den Rat und die Bürgerschaft. Im Lübecker Rathaus erinnert ein historistisches Schlachtengemälde des Malers Hans Bohrdt aus dem Jahr 1911 an die Seeschlacht 1564 vor Gotland. Der Engel ging im Jahre 1565 in Vorbereitung auf eine erneute Kampfauseinandersetzung mit den Schweden durch Unachtsamkeit der eigenen Mannschaft im Umgang mit Pulver durch eine Explosion verloren.
1568 war Knebel einer der Gesandten Lübecks bei den vergeblichen Friedensverhandlungen in Roskilde. Auch an den von den Lübecker Bürgermeistern Hieronymus Lüneburg und Christoph Tode geführten Verhandlungen zum Frieden von Stettin im Jahr 1570 nahm er teil.
Er war verheiratet mit einer Tochter des Lübecker Ratsherrn und Gewandschneiders Joachim Grammendorp.

## Belege
1. ↑  Lübeckische Ratslinie Nr. 676: "1565 und 1566 Unteradmiral auf der Flotte."
2. ↑  Auch Mars genannt; Bericht Knebels im Archiv der Hansestadt Lübeck hl-live
3. ↑  Lübeckische Ratslinie Nr. 630

| Personendaten    | Personendaten                           |
| ---------------- | --------------------------------------- |
| NAME             | Knebel, Friedrich                       |
| ALTERNATIVNAMEN  | Knevel, Friedrich                       |
| KURZBESCHREIBUNG | Lübecker Kaufmann, Ratsherr und Admiral |
| GEBURTSDATUM     | 16. Jahrhundert                         |
| GEBURTSORT       | Wesel                                   |
| STERBEDATUM      | 27. November 1574                       |
| STERBEORT        | Lübeck                                  |